# Паханг (государство)

Султан Паханга Ахмад аль-Муадзам Шах (1882—1914)

 Паханг (малайск. Pahang) — государство, существовавшее на востоке Малаккского полуострова. Ныне штат Паханг в составе Малайзии.
Основано около 1450 года правителем Девасура.
С 1460 года султанат (первый султан Мухаммед-шах).
В XV в. Паханг был процветающим, богатым султанатом. Португалец де Эредиа писал: «Его порт (Пекан, бывший одновременно столицей) часто посещается купцами, приезжающими сюда за золотом; его золотые копи принадлежат к числу лучших и наиболее богатых на всем полуострове».
В 1614 году в результате кровавой борьбы за власть (султан Абдул Гафар был убит) правителем стал султан Ахмад.
В 1617—1641 гг. завоеван султанатом Аче.
В 1641—1884 гг. завоеван, а затем находился в вассальной зависимости от Джохора. Управлялся джохорскими наместниками.
В 1884—1957 гг. — протекторат Британии.
С 1957 года штат в составе независимой Малайской Федерации (с 1963 года Федерация Малайзия).
C 1974 года на троне султан Туанку Хаджи Ахмад-шах.